# Molophilus (Molophilus) polychaeta
Molophilus (Molophilus) polychaeta is een tweevleugelige uit de familie steltmuggen (Limoniidae). De soort komt voor in het Neotropisch gebied.